# BDSM
| BDSM |
| --- |
| Halsbandet är ett vanligt attribut inom BDSM. - Betydelse – användande av makt och/eller smärta i njutningssyfte. - Uttydning – bondage & disciplin, dominans & underkastelse, sadism & masochism (sadomasochism) - Relaterade begrepp – fetischism, kink, parafili, sexfantasi |

BDSM (engelskans: Bondage/Discipline, Dominance/Submission och Sadism/Masochism) är en subkultur och principer kretsande kring kinks och sexuella rollspel med maktförskjutning. Ibland läggs även ett ”f” för fetischism till på slutet av förkortningen. Vad vi idag kallar för kink har utövats sedan åtminstone det forntida Egypten, men den samtida BDSM(f)-världen började först växa fram i slutet på 1940-talet bland läderbögar.
Då BDSM inte bara är en samling kinks utan främst en kultur kring kink, måste vissa principer följas för att utövandet ska kunna ses som BDSM. Kulturen kring BDSM är omgärdad av ett antal regler omkring samtycke och säkert utövande av de ibland riskfyllda praktikerna. I den BDSM-specifika samtyckeskulturen finns koncept benämnda som PRICK, SSC och RACK – engelskspråkiga förkortningar av de viktigaste regelsystemen.
Tidigare har BDSM funnits med i DSM på moralisk grund, men detta togs bort i versionen DSM-V, i samband med att flertalet andra moraliskt grundade diagnoser togs bort. Det är inte vanligare med psykisk ohälsa hos BDSM-användare än i befolkningen i övrigt. Det finns studier som snarare pekar på att den höga psykiska medvetenheten inom BDSM-världen bidrar till en aningen bättre psykisk hälsa än hos normalbefolkningen.
Det är vanligt att pornografiskt material (inklusive våldspornografi och böckerna i ”50 nyanser…-serien”) påstår sig visa BDSM. Detta material hämtar ofta scenarier från BDSM-världen men presenterar det i ett underhållande syfte och utan realism i beskrivningarna.

## Filosofi

### Samtyckeskultur
BDSM-världen är känd för sitt fokus på samtycke, som en del av dess kultur. Vilka normer gällande samtycke som gäller vid BDSM-evenemang, och BDSM-utlevnad varierar beroende på vad som utförs. På ett vanligt BDSM-evenemang gäller alltid att fråga om samtycke innan man börjar leka med andra. Edgeplay-evenemang (där lekarna än tydligare handlar om att överträda normala gränser) kan det finnas krav på att aktivt hålla avstånd från andra personer, och fråga innan man exempelvis går fram för att skaka hand. Även evenemang med lekar kring eld, blod och andningsbegränsning hanteras ofta med särskilda regler.
Det kan också variera från rum till rum på ett BDSM-evenemang. Inne i en sal för utlevnad är kraven högre än i en allmän samlingsyta, bar eller lounge. Grundprincipen är att samtycke inte ska antas utan etableras aktivt, och beroende på hur stor risken är varierar kraven för samtycke.
På vissa evenemang accepteras folk som inte deltar i de sexuella lekarna aktivt utan föredrar att se på – och ofta onanera. I dessa fall kan de aktiva deltagarna behöva kunna acceptera "åskådarna", så länge dessa inte agerar påfluget eller störande. Reglerna är dock olika beroende på evenemang.

### PRICK
PRICK är ett grundläggande förhållningssätt till BDSM-världen i helhet. Det försöker summera det levnadssätt som uppstår i BDSM-världen. Förkortningen uttyds ofta på engelska som Personally Responsible, Informed, Consensual Kink (med varianter) och betyder på svenska:
- Personligt ansvarstagande – Alla parter förväntas ta ansvar för sitt deltagande, och rollen de tar i gemenskapen, och utlevnaden. Aftercare, och respekt ska upprätthållas.
- Aktivt informationssökande – Alla parter förväntas söka information, och bilda sig själva kring vad utlevnaden innebär. Man antas också aktivt ifrågasätta normer, och antaganden, för att försäkra sig om att man förstår varför de finns, och att normerna är de bästa för att uppnå gemenskapens och utlevnadens målsättningar.
- Samtyckesenlig kink – All utlevnad sker på samtyckesenliga villkor, och alla parter behöver anstränga sig för att värdesätta och respektera andra deltagare.

### SSC
SSC (engelska för Safe, Sound, Consensual) är ett förhållningssätt för säker BDSM-utlevnad, och härstammar från läderbögsorganisationen GMSMA. Förkortningen blev populär under 1980-talet, och betonar vikten av samtyckesenlig och säker utlevnad. Det är idag det vanligaste förhållningssättet i samband med BDSM-utlevnad.
På svenska blir SSC: Säkert, Sunt, Samtyckesenligt. Nedan ges en kort summering, där den som avser att utöva BDSM tillrådes att söka fördjupad information i andra källor:
- Säkert – Alla inblandade parter måste vara införstådda med riskerna som finns i utbytet, och acceptera dem. De inblandade parterna måste ta aktiva steg för att förebygga negativa konsekvenser av utbytet.
- Sunt – Utbytet ska inte orsaka negativa konsekvenser för de inblandade parterna, och utövandet ska ske i nyktert tillstånd, på ett ansvarsfullt sätt. Alla parter har ett ansvar att söka kunskapen som krävs för att kunna ta ansvar i situationen, och eftersträva att ta sitt ansvar. Samtliga inblandade parter ska ta ansvar för de inblandades välmående, och säkerställa deras trygghet, även efter utövandet (så kallad eftervård; engelskans aftercare).
- Samtyckesenligt – Samtliga inblandade parter ska vara införstådda med varandras gränser, och respektera varandra. Ingen ska bli tvingad att delta, och om en deltagare vill så ska parten genast kunna dra tillbaka sitt samtycke (se stoppord).

### RACK
RACK (engelska för Risk-Aware Consensual Kink) är ett alternativ till SSC, och här betonas till en betydligt högre grad varje enskild parts personliga ansvar under utlevnad. Principen är starkt förknippad med edgeplay. I svensk översättning blir det:
- Riskmedvetenhet – Varje part måste sträva till att bidra till riskmedvetenheten, och förberedelser för att förebygga risker.
- Samtyckesenlig kink – Utlevnaden måste ske på ett riskmedvetet vis.

## Gemenskap
BDSM-gemenskapen är en integral del av BDSM-utövandet, då det är genom detta löst sammansatta nätverk som normer bildas, och information utbyts. Även om man inte behöver vara aktiv i gemenskapen för att utöva BDSM, så är det av säkerhetsskäl starkt rekommenderat att göra sig bekant med gemenskapen. Gemenskapen började växa fram inom vad som idag kallas läderbögsvärlden i främst USA, och än idag så är läderbögsvärlden den bäst organiserade delen av BDSM-gemenskapen.
Idag är digitalt deltagande väldigt vanligt, i Sverige främst genom Darkside och r/BDSMcommunity på Reddit. Dessa två noder fungerar som en samlingsplats för diskussion kring BDSM(f)-världens normer, och utlevnad. Darkside driver också det största kalendariet för BDSM-evenemang i Sverige. I den engelskspråkiga världen är Fetlife ett stort socialt nätverk, med cirka 6 miljoner användare (2017).

### Mötesformer
- Munches – Ett event utan utlevnad för samkväm och informationsutbyte, vanligen på offentlig plats så som ett fik, eller en restaurang.
- Klubb – En BDSM(f)-klubb är en klubb för utlevnad av BDSM(f).
- Scene – Ett privat eller offentligt möte där deltagarna har utlevnad av BDSM(f).

### Scandinavian Leathermen (Top of Europe)

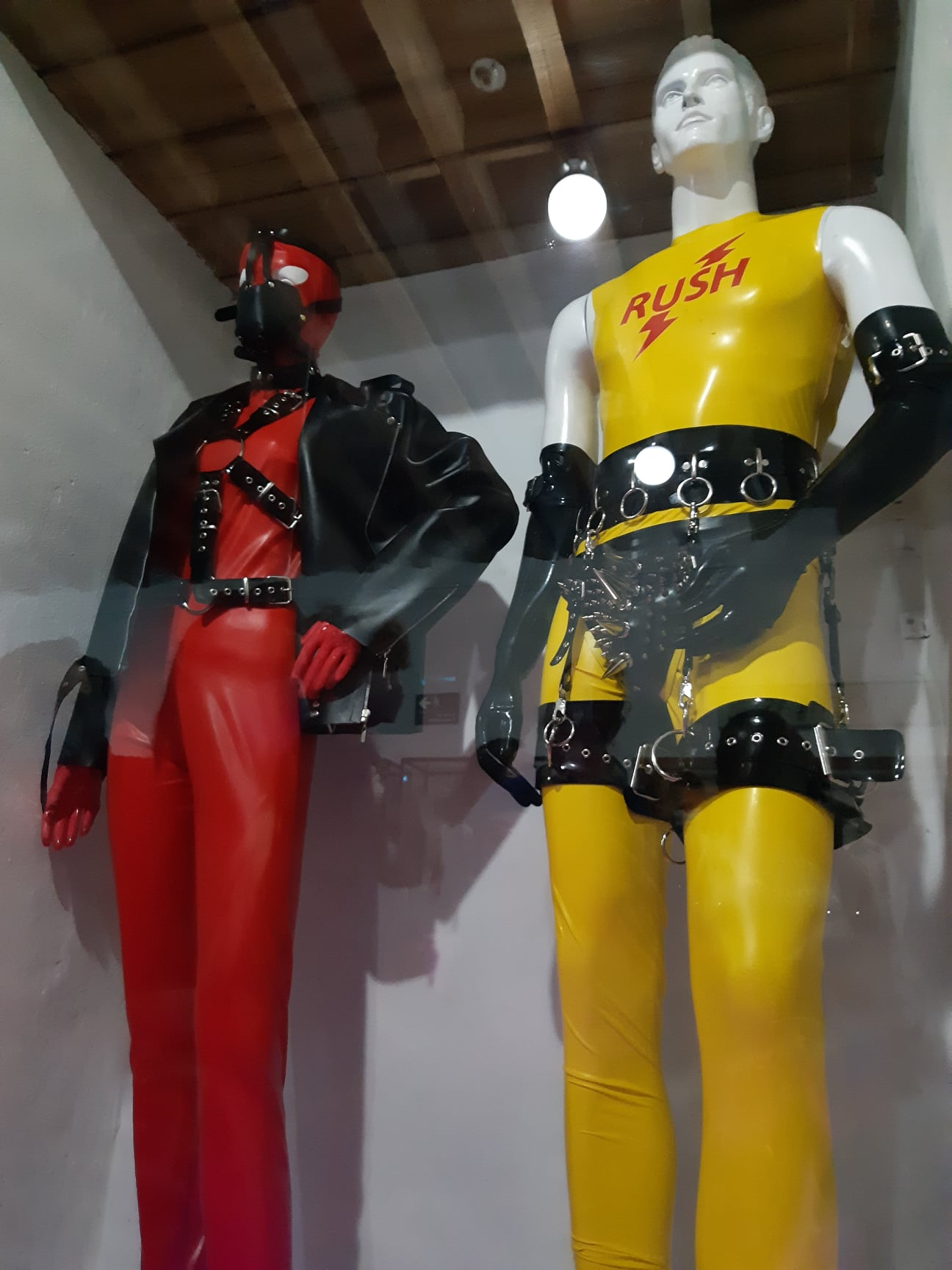
BDSM-kläder i Bogotás Modemuseum.

Organisationen Top of Europe (ToE) är genom sina klubbar den största BDSM(f)-organisationen i norra Europa, och samlar över 3000 läderbögar. I Skandinavien bedrivs klubbarna under den klassiska benämningen Scandinavian Leathermens Club. Den första SLM-klubben öppnade i Göteborg år 1975, och var då den tillsammans med Club Sade en av första BDSM(f)-klubben i Sverige, och bland de äldsta i Europa. Senare tillkom SLM Stockholm och SLM Malmö. 1994 nyöppnade SLM Göteborg efter ett par år i vila. SLM finns idag även i Köpenhamn, Århus och Oslo. I Finland kallas klubben MSC Finland, och likaså med MSC Estonia i Estland.
ToE:s klubbar driver två extra stora BDSM(f)-event varje år, Copenhagen Domination i Köpenhamn och Baltic Battle i Stockholm. På dessa event sker bland annat seminarium kring säker BDSM(f)-utlevnad, olika kinks, och fetischer. Dessa event sträcker sig vanligen över ett flertal dagar, och erbjuder även utlevnadsmöjligheter under kvällarna.
SLM är en viktig del av den nordiska BDSM(f)-historien då det var en tidig organiserad mötesplats, och har en lång historia av att delta i Priderörelsen.

### Dekadens
Dekadens är en föreningsdriven BDSM(f)-klubb i Stockholm, som erbjuder liknande verksamhet som SLM, men Dekadens är öppet för alla sexuella orienteringar. Klubbens publik är dock i huvudsak heterosexuell.

### RFSU:s BDSM-nätverk
Riksförbundet för sexuell upplysnings BDSM-nätverk är ett nationellt nätverk för personer som deltar inom BDSM i Sverige. De skapar utbildningsmaterial angående BDSM, agerar mötesplats för personer som utövar BDSM och hjälper RFSU:s lokalorganisationer i frågor angående BDSM.

## Utlevnad
När man utövar sin roll, kink eller fetisch i verkligheten kallas detta för utlevnad. Vilken form utlevnaden tar beror på vilken typ av BDSM-sammanhang man befinner sig i. Utlevnad kräver samtycke, och därför får utlevnad inte ske i offentliga miljöer. Detta innebär att på många vanliga BDSM-event så som exempelvis en munch så sker inte utlevnad. När det gäller livsstilare är utlevnad en del av ens vardag, men det finns alltid tydliga gränser för att utomstående inte ska bli indragna i utlevnaden utan sitt samtycke.
Utlevnaden av BDSM är även en form av lek, där man kan uppleva sin kropp på ett intensivt sätt. Inom BDSM-världen används ofta det engelska ordet för lek – play – i samband med olika typer av BDSM-lekar; detta inkluderar impact play (slag etc – slaglek), edgeplay (riskfylld lek), breath play (se strypsex), rape play (rollspel med simulering av våldtäkt) och ageplay (simulering av stor åldersskillnad).

### Former
- Vanlig BDSM-scen – En ”akt” som uppfyller SSC-kraven och åtminstone innefattar utövandet av en kink, samt eftervård.
- Edgeplay-scen – En ”akt” som uppfyller RACK-kraven och åtminstone innefattar utövandet av en riskfylld kink, samt eftervård.[20]
- Livsstil – En tillvaro där aspekter av BDSM utövas som del av ens vardag. Detta får inte gå ut över tredje part, som inte givit samtycke till sitt deltagande. Koncept som eftervård tar ofta en annan form i livsstilsutövande, där de blir en ritualistisk del av vardagen för att balansera upp vad som stundtals kan bli till påfrestande utlevnad.

Observera att det inte finns något krav på vilka kinks som ska vara en del av utövandet. Man behöver alltså inte vara sadist eller masochist för att vara del av BDSM-rörelsen. Det är det principbundna utövandet av kinks som definierar BDSM, inte den exakta formen detta tar mellan deltagarna. Likaså ska det noteras att eftervård tar olika form för olika människor. För vissa är egentid eftervård, för andra krävs värme och kärlek i eftervård. Det viktiga i allt BDSM-utövande är att se till deltagarnas behov och önskningar. Notera att samtliga deltagare kan behöva eftervård, och att inkompatibilitet i eftervård är lika avgörande i BDSM-sammanhang som inkompatibilitet i kinks.

### Roller
En summering av vanliga roller som kommer förekomma i denna artikeln, och dess innebörd:
- Dominant – En deltagare som tar på sig ansvar för undergivna, och inom området av de ansvaret får utöva makt. Makten får inte gå utanför ansvarets gränser, eller de(n) undergivnas förtroende och gränser.
- Undergiven – En deltagare som delegerar ett ansvar till de(n) dominanta parten, och i utbyte får nytt ansvar delegerat till dem från de(n) dominanta parten. Den undergivna måste likt den dominanta hålla sig inom de gränser som samtliga parter samtyckt till.
- Top – En part som utför en akt, exempelvis penetration, piskning, eller binder fast en bottom.
- Switch – En part som kan tänka sig både utföra, eller ta emot, under en ”akt”.
- Bottom – En part som tar emot det som en top gör, exempelvis bli penetrerad, bli piskad, eller bli fastbunden.

### Evenemang

#### Munch
En munch är en icke-sexuell mötesplats för BDSM-utövare och intresserade. Ordet kommer från engelskans munch/ing och betyder ungefär ”att smaska i sig mat”. I Sverige är det vanligt att munches är sker i fika form på offentliga fik. På en sådan här tillställning får utlevnad vanligen inte ske. Syftet är istället att nätverka, dela med sig av information kring kink och fetischism, och att skaffa vänner. Dessa tillställningar brukar också fungera som en sållningsprocess, för att försäkra sig om att det är säkert att utöva BDSM med personen i fråga.
Det sker även munches vars roll är att utbilda inom en viss form av kink eller fetisch. Dessa sker vanligen hemma hos en person, i en BDSM-klubb, eller i ett privat rum på en offentlig restaurang eller fik. Vanliga områden för bildning är repbondage, samtycke, och övergripande information angående en viss del av BDSM-världen.
Medan en munch inte erbjuder BDSM-utlevnad, så är de fortfarande en viktig förutsättning för utlevnad inom stora delar av BDSM-gemenskapen. Mångas första möte med BDSM-världen sker genom en munch. Dessutom fyller de för många en viktig social funktion, där man kan vara sig själv runt likasinnade, utan att känna några krav på gemensam utlevnad. Det är alltså en säker miljö att utveckla sina intressen, och söka information, samtidigt som man bygger upp en social trygghet, som många upplever som bra att ha innan man går till ett event för utlevnad.

#### Utlevnadsevent
Ett utlevnadsevenemang är en plats för att utöva BDSM på tillsammans med andra personer. Detta kan ske på en klubb, men det är inte häller ovanligt med arrangemang på offentliga platser. I de fall detta sker på en offentlig plats spärras vanligtvis området av, och skyltning sätts upp för att förvarna personer om att de är på väg in på ett område där BDSM utövas. Mindre utlevnadsevenemang sker regelbundet på BDSM-klubbar så som SLM och Dekadens under hela året.
Det finns också större utlevnadsevenemang. Folsom Street Fair i San Francisco är en av de största BDSM-evenemangen i världen, och läderbögsevenemang Folsom Europe, Darklands och Easter Berlin är bland de största i Europa. I Sverige arrangeras varje år läderbögsevenemanget Baltic Battle som anordnas av SLM Stockholm, och i Köpenhamn sker årligen Copenhagen Domination som anordnas av SLM Köpenhamn. Många större evenemang för BDSM-utlevnad för heterosexuella personer sker i Köpenhamn.

## Historia

### Etymologi
Själva akronymen BDSM fixerads i juni 1991, via diskussioner i diskussionsgruppen alt.sex.bondage och som en sammanslagning av B/D samt S&M.
Förkortningen BDSM kommer från initialerna i de olika erotiska teknikerna:
- Bondage & disciplin (B&D) – fysisk respektive psykologisk begränsning[28]
- Dominans och underkastelse (Dominance and submission, D&S, DS, D/s) – kontroll av någon i ett erotiskt rollspel[28]
- Sadism och masochism (eller sadomasochism) (S&M, SM, S/M) – utbyte av fysisk eller psykisk smärta[29] i sexuellt upphetsande syfte[28]

Från början var sadomasochism (SM) en medicinsk term bestående av orden sadism och masochism. Termen sadism syftar på Markis de Sade och masochism på Leopold von Sacher-Masoch. Båda dessa begrepp myntades av Richard von Krafft-Ebing i boken Psychopatia sexualis.

### Klassificering som psykisk sjukdom
Tidigare har sadomasochistiska aktiviteter och fantasier av många psykologer ansetts vara sjukliga, men synen har sedan 1990-talet förändrats. Den psykologiska handboken DSM-5 menar att det krävs att sadistens eller masochistens fantasier, och de sexuella drifterna eller uttrycken, måste orsaka signifikanta svårigheter i det sociala livet, yrkeslivet eller andra viktiga områden, innan sadism eller masochism betecknas som en psykologisk störning. De flesta som utövar BDSM, såväl som de flesta psykiatriker, anser att BDSM i normalfallet inte är en störning.
Precis som när homosexualitet togs bort i tidigare versioner av DSM, förväntas även BDSM tas bort ur DSM. Den nuvarande versionen är en övergångsdiagnos för att sedan tas bort.

#### Världshälsoorganisationens definition
Världshälsoorganisationens internationella klassifikation av sjukdomar och relaterade hälsoproblem ICD-10 slår ihop sadism och masochism under namnet sadomasochism, vilken ingår i kapitlet störning av sexuell preferens. WHO konstaterar även att det är vanligt att en och samma person skaffar sexuell njutning både genom sadistiska och masochistiska handlingar.

#### Kritik mot definitionen som psykologisk störning
1995 friskförklarade danska myndigheter BDSM lokalt, i väntan på att världshälsoorganisationen ändrar sin stämpel.
Även Tyskland har gjort modifieringar i ICD-10, kallad ICD-10-GM, där främst moraliska diagnoskriterier har korrigerats.
Socialstyrelsen i Sverige har från och med årsskiftet 2008/2009 beslutat att inte längre betrakta BDSM som en sjukdom.
En av de största kritikerna till världshälsoorganisationens sjukdomsstämpel av BDSM är organisationen Revise F65, som har sitt säte i Norge. Organisationen har inspirerats av HBTQ-rörelsens metoder för hur ett friskförklarande skall komma till skott.
Revise 65 menar bland annat att "ovanliga objekt eller aktiviteter" inte är något annat än moralism från manualförfattarnas sida och därmed inte hör hemma inom psykologin. De menar att konsekvenserna av detta skulle vara att även andra subkulturer och aktiviteter bör söka hjälp för att man, exempelvis, gillar fallskärmshoppning.
Enligt Revise 65 håller diagnoskriterierna inte modern standard, och det finns mycket liten grund i den moderna vetenskapen kring de påståenden som görs.

## Varför BDSM?
En undersökning bland 227 utövare av BDSM visade på tre olika typer av orsaker till att delta:
- man vill delta i ett maktspel, där man antingen kontrollerar eller blir kontrollerad.
- man vill känna fysisk smärta.
- man vill känna helt nya upplevelser, fullständigt byta sinnestillstånd.[34]

De olika uttrycken inom BDSM har gemensamma element:
- deltagarna medverkar frivilligt och har en överenskommelse om hur relationen ska se ut.
- erotiskt maktutbyte eller maktöverföring (engelska: Erotic Power Exchange som ofta förkortas EPE), där det finns en dominant eller aktiv roll och en som är undergiven eller passiv.

Vissa av beståndsdelarna som ryms inom BDSM – såsom erotisk förnedring, smärta, underkastelse – ger samma obehag som för vem som helst i ett annat sammanhang än under en BDSM-lek (ofta kallad session). Under BDSM-leken bestämmer deltagarna särskilda regler som garanterar att deltagarna är helt överens om omständigheterna och att det är under fri vilja för de inblandade för att uppnå gemensam njutning.

### Empati
I samband med dominans/undergiven-situationer är det viktigt att den dominanta måste kunna känna empati för den undergivna, så den dominanta kan känna in situationen och själv märka när den ömsesidiga leken riskerar att övergå i övergrepp. Den undergivna kanske inte använder stoppord, eftersom hen vill känna sig omtyckt alternativt ser en onödigt obekväm situation som en sorts utmaning. Detta kan även jämföras med den "oförklarliga" passivitet hos en våldtagen som beror på tonisk immobilitet. Efter en BDSM-session är det också viktigt med eftervård (engelska: aftercare), för att ta sig ur rollspelet och tillbaka in i verkligheten på ett omtänksamt sätt. Eftervården kan utformas som samtal och smekningar, men även som mindre extrema sexuella handlingar.
BDSM-lekar utövas av personer som dras till situationer med över-/underordning, smärta och fysisk begränsning. Detta är situationer som påminner om maktobalansen vid våldtäkter eller andra sexuella övergrepp. Vissa undersökningar antyder att en del BDSM-utövare använder lekarna som ett terapeutiskt och tryggt sätt att bearbeta sexuellt traumatiska situationer som man tidigare upplevt.

### Kroppskemi
På ett fysiskt plan är BDSM en upplevelselek som ofta involverar smärta, utan att tillfoga faktisk skada. Detta gör att endorfin utsöndras. Signalsubstansen ger en liknande känsla som löpare kan uppleva när de springer eller som ett efterspel till en orgasm. Ibland nämns denna känsla subspace (även på svenska) som många finner njutbar.
Mer talande uttrycker sig filosofen Edmund Burke sin definition av denna sinnesförnimmelse av njutning genom smärta med ordet storslaget. De delar av hjärnan som gör att sexuellt stimuli och smärta överlappas gör att vissa associerar smärta med sexuell njutning när den neurologiska reaktionen flätar samman känslorna.

## Utbredning
Undersökningen Sex i Sverige visar att 3 procent av de undersökta har eller haft antingen sadistiska eller masochistiska fantasier.
Alfred Kinsey fann att 3–12 procent av kvinnorna och 10–20 procent av männen blev upphetsade av sadomasochistiska berättelser. Nyare studier anger att upp till 70 procent av befolkningen kan finna njutning i någon typ av våldsam eller BDSM-relaterad sexuell fantasi, rollspel eller aktivitet. En annan studie bland 700 unga vuxna visade att hälften haft erfarenheter av våldsamt eller BDSM-relaterat sex, och att både kvinnor och män kunde ta initiativ till det.
En finsk studie på två BDSM-klubbar i Finland visade att 60 procent av medlemmarna befann sig i ledande positioner i arbetslivet. Lika många andra hade samhällsviktiga funktioner, exempelvis som lokalpolitiker.
Pornografisk film med BDSM-relaterade inslag ingår i det som ibland benämns våldspornografi. Denna utmärks av inslag av aggression, hot, våld och/eller tvång, liksom av handlingar som syftar till förnedring (psykiskt våld och en del av S/M). Vissa anser att den ökade tillgängligheten till sexuella våldsskildringar (i mainstreampornografi och våldspornografi på Internet, Fifty Shades of Grey med mera) bidragit till ökad acceptans för BDSM-praktiker och liknande kinks. Om man i sitt sexliv ska hämta inspiration från våldsamt sex inom pornografi, är det mycket viktigt att kommunicera löpande och försäkra sig om samtycke. Annars kan man både löpa risk för fysiska skador och psykiska trauman.

## BDSM i kulturen

### I populärkulturen
- 1954: Berättelsen om O, roman av Pauline Réage
- 1966: Belle de jour – dagfjärilen, film av Luis Buñuel
- 1967: Venus in Furs, låt av Velvet Underground
- 1969: La Prisonnière (svensk titel Tittaren), film av Henri-Georges Clouzot
- 1974: Nattportieren, film av Liliana Cavani; med Dirk Bogarde, Charlotte Rampling
- 1976: Sinnenas rike, film av Nagisa Oshima
- 1976: Salò, eller Sodoms 120 dagar, film av Pier Paolo Pasolini
- 1986: 9 ½ vecka, film av Adrian Lyne
- 1987: Personal Services, film av Terry Jones
- 1992: Bitter Moon, film av Roman Polanski
- 1997: Spankworld the Movie, (filmen är oftast sedd som en reaktion på Spannerfallet i England)
- 2001: Pianisten, film av Michael Haneke
- 2002: Secretary, film av Steven Shainberg, Maggie Gyllenhaal i huvudrollen
- 2004: Elva minuter, roman av Paulo Coelho
- 2006: Shortbus, film av John Cameron Mitchell
- 2007: Fur - ett fiktivt porträtt av Diane Arbus, film av Steven Shainberg
- 2011: Femtio nyanser av honom, roman av E.L. James

### Påstådda BDSM-utövare
Det finns listor på Internet över påstådda BDSM:are, däribland Revise F65 lista och The BackDrop Club historiska tidslinje. Det går att dela upp dessa personer i två kategorier, de som outat sig själva och de som blivit outade av andra.
De som blivit outade av andra finns det främst två olika sorter – de som analyserat brev och annan konversation från den berörde och de som blivit utpekade av påstådda partners eller andra vittnen. Denna grupp är inte oproblematisk, eftersom det kan vara fråga om förtal och annan smutskastning, mutor, sensationslystnad, feltolkning eller övertolkning med mera.
Den andra gruppen, de som outat sig själva, bör även de inte ses helt okritiskt på, då det kan vara fråga uppmärksamhetssökande och även här sensationslystnad.

### Självutnämnda BDSM-utövare
Angelina Jolie har kommit ut som switch och praktiserande av BDSM i sitt förhållanden med Jonny Lee Miller och Billy Bob Thornton.
Janet Jackson har gått ut med sin läggning för bondage och gillar lättare former av sadomasochism, även om hon själv förknippar just ordet sadomasochism med något som är grövre än det hon praktiserar.

### Omnämnda med BDSM-intresse

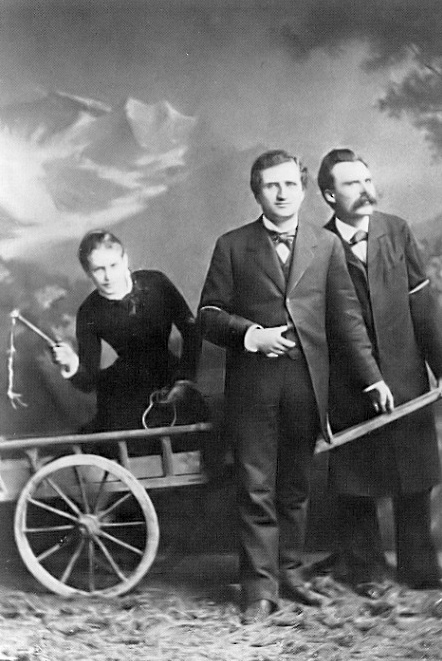
Lou Andreas-Salomé, Paul Ree och Friedrich Nietzsche, i en humoristisk porträttering av en BDSM-scen.

Friedrich Nietzsche sägs ha haft intresse av BDSM. Han har avbildats på foton som iscensätter BDSM-handlingar.
Ernest Hemingway berättelsers dominanta kvinnor har analyserats, där paralleller har dragits mot Leopold von Sacher Masoch av vissa analytiker. Kritiker menar däremot att kontra von Sacher Masochs kvinnor som piskar den manliga huvudpersonen, har Hemingways kvinnliga karaktärer mer en kontroll över det sexuella förhållandet och det är mer subtilt än von Sacher Masochs berättelser. Det skulle därför vara svårt att dra den slutsatsen som Eby och Fatina gjort.
Fjodor Dostojevskij har omnämnts av Ivan Turgenjev som Rysslands Marquis de Sade. Dostojevskij lär även ha fantiserat om simulerad och faktisk kroppsbestraffning.
James Joyce har i brev till sin käresta Nora Barnacle skrivit om hur han önskat bli bland annat piskad och slagen med käpp av henne.

## Debatt
Det är vanligt att man blandar ihop BDSM med övergrepp och misshandel. Jay Wiseman, författare av SM 101 ger sin syn på saken om skillnaderna mellan BDSM och övergrepp/misshandel:
1. BDSM sker alltid med samtliga inblandades samtycke. Det gör inte misshandel.
2. BDSM-utövare planerar sina aktiviteter i syfte att minimera riskerna för varandras fysiska och emotionella välmående. Det gör inte någon som misshandlar.
3. BDSM-aktiviteter förhandlas fram, och man kommer i god tid i förväg överens om vad som ska hända. Det händer aldrig när det gäller misshandel.
4. BDSM-aktiviteter kan förbättra förhållandet mellan de involverade. Det kan inte misshandel.
5. BDSM-aktiviteter kan utföras i närvaro av andra stödjande människor, och det anordnas till och med speciella fester för detta ändamål. Misshandel kräver isolering och hemlighållande.
6. BDSM-aktiviteter har vederhäftiga och överenskomna regler. Misshandel sker helt utan sådana överenskommelser.
7. BDSM-aktiviteter kan vara önskat, och till med starkt efterlängtat, av den undergivna. Ingen önskar sig av uppenbara skäl att bli misshandlad och utsatt för övergrepp.
8. BDSM görs för en erotisk tillfredsställelse och/eller personlig utveckling för alla inblandade. Detsamma gäller knappast vid misshandel.
9. BDSM-aktiviteter kan avbrytas ögonblickligen, när som helst, och av vilken anledning som helst om den undergivna använder sig av ett så kallat säkerhetsord. Ett misshandelsoffer kan inte stoppa en förövare på detta sätt.
10. I BDSM-aktiviteter behåller den dominante alltid kontrollen över sina känslor. En misshandlares känsloutbrott är okontrollerade.
11. Efter en BDSM-aktivitet känner sig den undergivna ofta tacksam gentemot den dominanta. Ett misshandelsoffer känner sig aldrig tacksam gentemot sin gärningsman.
12. BDSM-utövare känner inte att de har någon inneboende rätt att på grund av sitt kön, inkomst eller andra faktorer kontrollera sina partners beteende. Det gör däremot ofta de som begår övergrepp.[59]

Inom radikalfeminismen har sadomasochistiska praktiker (åtminstone där kvinnan i leken låter sig vara underordnad), pornografi och prostitution alltsedan 1970-talet setts som tre uppenbara exempel på ett ojämlikt samhälle. Kvinnans deltagande i skapandet av dessa tre fenomen ses då som en följd av hennes socialisering till att underordna sig mannen, i det patriarkat som vi enligt radikalfeminister alla lever i. BDSM blir här en del av förtrycket av kvinnan, eftersom det visar fram bilder av underordning, om än i form av rollspel, fiktion respektive försäljning av en sexuell tjänst.
Redan på 1980-talet uppmärksammade dock en ny generation av feminister andra perspektiv än de kvinnoförtryckande, med fokus på möjligheter och lust. Det sammanföll med decenniets mer kapitalistiska samhällstrender, efter 1970-talets andra feministiska våg. Vid samma tid började HBTQ-frågor bli ett begrepp, och sexualitetens villkor sågs av vissa inte längre uteslutande på ett kvinna-med-man-plan.